# Operação Kopaonik
A Operação Kopaonik foi uma ofensiva em grande escala do Eixo lançada contra os Chetniks de Mihailović na Iugoslávia ocupada pelo Eixo durante a Segunda Guerra Mundial. A operação foi inspirada por Heinrich Himmler, que acreditava que a aniquilação de Draža Mihailović e das suas forças era a base para o sucesso na Sérvia e no Sudeste Europeu. Como Dragutin Keserović e seu Corpo Rasina eram provavelmente o comandante mais ativo dos Chetniks de Mihailović na Sérvia, a recém-criada 7ª Divisão de Montanha Voluntária SS Prinz Eugen foi contratada para participar da Operação Kopaonik para destruir Keserović e a unidade Chetnik sob seu comando.
Além da 7ª Divisão de Montanha Voluntária SS Prinz Eugen, as forças do Eixo também consistiam em vários batalhões da 9ª Divisão de Infantaria Búlgara. Todos eles comandados por Artur Phleps. As forças iugoslavas visadas na Operação Kopaonik consistiam no Corpo Rasina dos Chetniks de Draža Mihailović sob o comando de Dragutin Keserović. A operação falhou porque Keserović foi informado sobre o movimento das forças do Eixo e recuou com sucesso antes que as forças do Eixo cercassem a região alvo. Mesmo assim, Himmler ficou satisfeito com a participação da Divisão Prinz Eugen e imediatamente após o término da operação visitou-a por três dias.
Durante esta operação, as forças do Eixo cometeram assassinatos em massa de centenas de civis sérvios na região visada. Após a operação, a divisão Prinz Eugen atacou os Chetniks de Mihailović na região de Gornji Milanovac e Čačak.

## Contexto

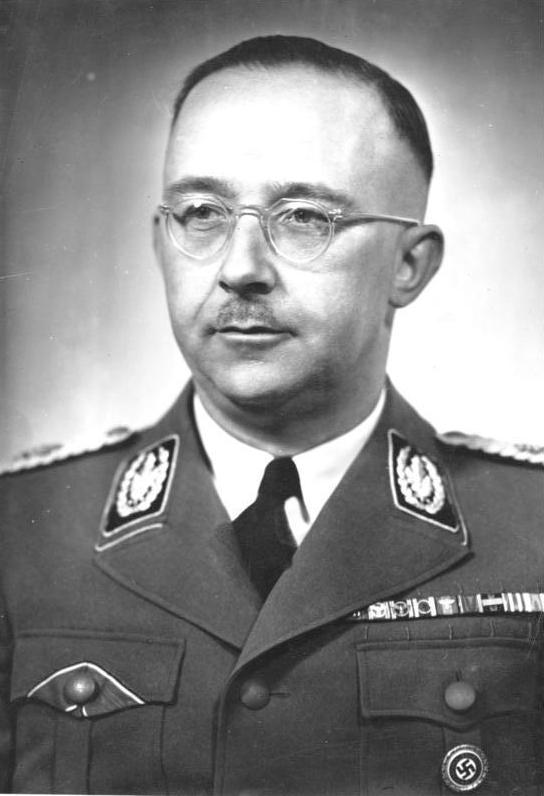
Heinrich Himmler, o oficial alemão mais graduado que visitou a Sérvia ocupada durante a Segunda Guerra Mundial

De acordo com Heinrich Himmler, a aniquilação de Mihailovic e das suas forças foi a base para o sucesso na Sérvia e no Sudeste Europeu. Esta operação fazia parte de um plano maior das forças do Eixo para desarmar as unidades Chetnik. O Comandante Militar na Sérvia preparou uma lista de 24 oficiais Chetnik a serem presos pela Divisão SS Prinz Eugen, sendo um deles Keserović. Keserović foi provavelmente o comandante mais ativo dos Chetniks de Mihailović na Sérvia.
A Operação Kopaonik foi dirigida contra as unidades insurgentes Chetnik na Sérvia Central sob o comando do Major Dragutin Keserović na região ao redor de Kriva Reka, na montanha Kopaonik. A operação foi dirigida contra estas forças porque eram consideradas o centro das forças rebeldes guerrilheiras organizadas na Sérvia Central. A operação foi na verdade uma expedição punitiva dirigida contra os Chetniks de Mihailović, que eram o principal alvo dos comandos alemães que queriam garantir o controle da Sérvia antes de batalhas importantes no Norte da África.
O esboço da operação foi elaborado em 30 de setembro e a ordem para sua execução foi emitida em 5 de outubro de 1942.

## Forças
As forças do Eixo na Operação Kopaonik consistiam na 7ª Divisão de Montanha Voluntária SS Prinz Eugen e vários batalhões da 9ª Divisão de Infantaria Búlgara. Segundo algumas fontes, as forças búlgaras incluíam o 36º Regimento de Infantaria. Esta operação foi o primeiro combate em grande escala da 7ª Divisão de Montanha Voluntária SS Prinz Eugen sob o comando de Artur Phleps, que comandou pessoalmente as forças do Eixo durante a Operação Kopaonik. A divisão SS tinha três regimentos, dois de infantaria e um de artilharia. Um dos dois regimentos que participaram da Operação Kopaonik foi o 14º Regimento de Infantaria SS com número total de soldados, junto com o regimento de artilharia de apoio, de até 6.000 homens (de acordo com Schmidhuber). As forças alemãs também foram apoiadas pelo Corpo de Proteção Russo. O comandante do 14º Regimento de Infantaria SS era August Schmidhuber enquanto seus três batalhões eram comandados por Richard Kaaserer, Wagner e Landverer. Vários batalhões búlgaros de 1.000 homens e o Corpo de Proteção Russo com 300 homens também participaram nesta operação. O comandante das forças búlgaras que participaram da operação foi Petar Panev.
As forças rebeldes iugoslavas atacadas de Draža Mihailović foram organizadas no Corpo Rasina sob o comando do Major Dragutin Keserović . Em maio de 1942, Mihailović ordenou a Keserović que se preparasse para receber suprimentos militares dos Aliados por meio de transporte aéreo. A partir da metade de 1942, os aviões aliados forneceram armas e outros equipamentos militares ao destacamento de Chetnik em Kopaonik. As forças do Eixo foram informadas de que o quartel-general desta unidade Chetnik ficava na aldeia Kriva Reka e que uma missão militar britânica estava com eles. Em agosto de 1942, forças conjuntas do Eixo compostas por tropas alemãs e búlgaras atacaram Chetniks do Major Keserović em Kopaonik e capturaram 9 membros de seu quartel-general, três deles membros da missão britânica, executados quando saíam da aldeia Kriva Reka.

## Curso da operação
A Operação Kopaonik começou em 11 de outubro de 1942, quando o 1º batalhão avançou em direção às forças Chetnik em Kriva Reka a partir de Kosovska Mitrovica, o 2º batalhão avançou a partir de Raška e partes do 3º batalhão avançaram a partir de Novi Pazar. Os batalhões búlgaros avançaram a partir de Brus e Aleksandrovac.
Em 12 de outubro de 1942, as tropas do Eixo cercaram completamente a aldeia de Kriva Reka. Eles invadiram esta aldeia porque foram informados de que o quartel-general do Corpo Rasina de Keserović e os Chetniks sob seu comando estavam na aldeia.
Keserović foi informado sobre o ataque das forças do Eixo e recuou com sucesso unidades de seu destacamento.
Himmler ficou satisfeito com a Divisão Príncipe Eugen e a visitou por três dias assim que a Operação Kopaonik terminou. Após o término da operação, em 18 de outubro Himmler chegou a Kraljevo e comemorou o aniversário do Príncipe Eugênio de Sabóia junto com membros da Divisão SS que levava seu nome.
Na sua ordem emitida para esta operação em 5 de outubro de 1942, o comandante das forças do Eixo nesta operação, Arthur Phleps, ordenou às suas unidades que considerassem toda a população da região como simpatizantes dos rebeldes. Quando as forças do Eixo não conseguiram capturar e destruir os Chetniks em Kriva Reka, puniram a aldeia e queimaram todas as casas da aldeia. As tropas do Eixo capturaram civis que viviam na aldeia e levaram-nos para a igreja da aldeia e explodiram-na. Houve 46 homens, mulheres e crianças que foram mortos na igreja destruída. Este massacre foi cometido contra a ordem do Capitão Kaaserer. O número de civis assassinados em Kriva Reka foi superior a 300. O número total de civis assassinados durante esta operação é 690.
Durante a segunda quinzena de outubro de 1942, a Divisão Prinz Eugen atacou os Chetniks de Mihailović em Gornji Milanovac e Čačak. Naquela época, o General Mihailovic estava com o seu Comando Supremo em Montenegro, que estava sob ocupação italiana. Desde o início de 1943, o General Mihailovic preparou suas unidades para apoiar o desembarque aliado na costa do Adriático. O General Mihailovic esperava que a Aliança Ocidental abrisse a Segunda Frente nos Balcãs.

## Consequências e legado

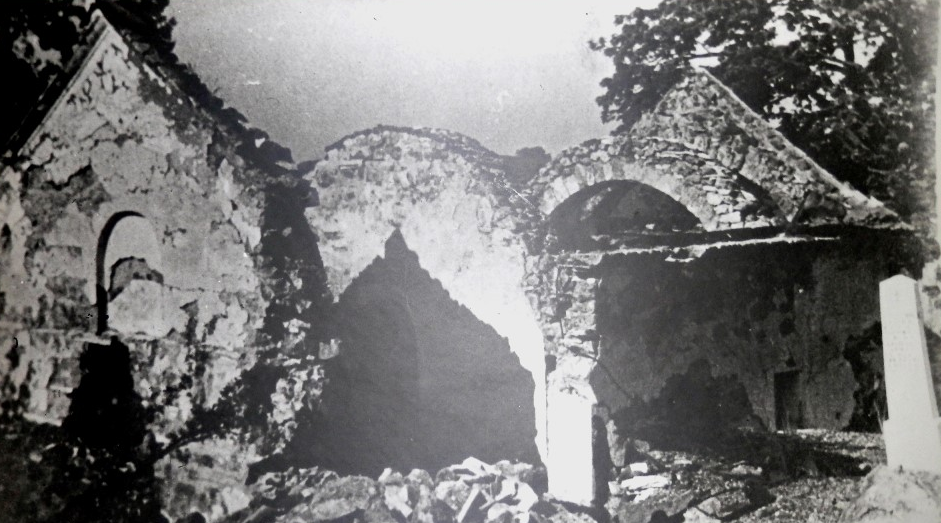
Igreja em Kriva Reka após a explosão

Depois de ser informado sobre o massacre da população civil, o comandante militar alemão da Sérvia, Paul Bader solicitou ao comandante da divisão SS que se abstivesse de matar civis e queimar aldeias sem motivo específico no futuro. Por causa da conduta durante a Operação Kopaonik, que incluiu o assassinato em massa de civis em Kriva Reka, o comandante do 1º batalhão, Richard Kaaserer, foi demitido das SS, embora tenha sido rapidamente designado para outra unidade alemã e rapidamente promovido. Kaaserer foi capturado após a guerra na Noruega, com documentos falsos e sob um nome falso. Ele foi extraditado para a Iugoslávia, julgado por crimes de guerra, incluindo os de Kriva Reka, condenado à morte e enforcado em Belgrado em janeiro de 1947.
A tragédia da aldeia de Kriva Reka inspirou Dobrica Ćosić a descrever a terrível morte de aldeões presos na sua igreja no seu livro Deobe. Em 2017, o editor Goran Erčević gravou o documentário "Cry of Empty Cradle" (em sérvio:  Плач празне колевке) inspirado no massacre de civis em Kriva Reka, enquanto o poeta e escritor Goran Minić escreveu um livro sobre o assunto.

### Leitura Adicional
- Небојша Озимић; Александар Динчић; Бојана Симовић (2014). Жртве Лагер Ниша (1941-1944). [S.l.]: Нишки културни центар, Народни музеј Ниш, Медивест КТ